# Ірина Павлівна Палій
Ірина Павлівна Палій (графиня фон Гогенфельзен, 21 грудня 1903, Париж — 15 листопада 1990, Біарриц) — княжна, старша дочка Павла Олександровича від морганатичного шлюбу з Ольгою Пістолькорс.

## Біографія
Народилася 21 грудня 1903 року в Парижі. ЇЇ батько був князем Павлом Олександровичем Романовим, наймолодшим сином імператора Олександра II. Мати була дворянка Ольга Карнович, раніше одружена з генералом Еріком Герхардом фон Пістохкорсом, який служив в штабі князя Павла Олександровича й був його підлеглим. Ольга була коханкою князя Павла, у 1901 році вона розлучилась з першим чоловіком.
Оскільки російський імператор не дав дозвіл на одруження, то 10 жовтня 1902 року в італійському Ліворно батьки Ірина вступили в морганатичний шлюб. Після цього подружжя не змогло повернутися в Росію й мешкало в Європі.
У 1904 році князь Павло зміг отримати для Ольги і її дітей баварський титул графів фон Гогенфельзен.
1908 р. цар Микола II дозволив всій родині повернутися в Росію. 28 серпня 1915 року Ольга та її троє дітей отримали від російського імператора титул князів Палій.
Після розстрілу батька та брата Володимира, її мати вивезла Ірини та сестру Наталі до Фінляндії. Пізніше родина переїхала до Франції.
31 березня 1923 року в соборі Святого Олександра Невського в Парижі одружилася з князем імператорської крові Федором Олександровичем Романовим — сина Великого князя Олександра Михайловича. У шлюбі народила одного сина — князя Михайла Федоровича Романова (1924—2008). З 1930 року подружжя жило окремо.
У 1925 році відкрила школу для дівчаток в Кенсі-су-Сенар (під Парижем) в пам'ять про великого князя Павла Олександровича (навчання проводилося за програмами російських жіночих інститутів). У 1926 році в Парижі виступила з читанням віршів князя Володимира Павловича на вечорі його пам'яті.
Під її патронатом в 1930-і проходили в Парижі благодійні вечори.
Роман Ірини з графом Юбером де Монбрізон (1892—1981) почався ще під час її шлюбу з князем Федором, вона народила дочку 7 травня 1934 року. Офіційно розлучилась з князем Федором 22 липня 1936 року.
Вдруге одружилася 11 квітня 1950 року в Парижі.
Ірина померла в Парижі 15 листопада 1990 року. У неї були син і дочка, обоє мають нащадків.